# Mansell Richard James
Mansell Richard James (Leamington, 18 giugno 1893 – Nuova Inghilterra, 2 giugno 1919) è stato un aviatore canadese.
Il capitano Mansell Richard James, insignito della Distinguished Flying Cross (Regno Unito), fu un Asso dell'aviazione della prima guerra mondiale nato in Canada e accreditato con 11 vittorie aeree confermate. È scomparso dopo aver stabilito un record dell'aviazione del dopoguerra per un premio in denaro ed è stato oggetto di ripetute ricerche nel corso degli anni.

## Prima guerra mondiale
James viveva a Watford, nella Contea di Lambton, quando si arruolò nel Royal Flying Corps e fu assegnato come sottotenente temporaneo il 22 settembre 1917. Dopo il completamento della sua formazione, è stato assegnato al No. 45 Squadron RAF in Italia il 12 febbraio 1918 come pilota di Sopwith Camel. Il 3 giugno 1918, ha segnato il suo primo trionfo aereo, abbattendo un Albatros D.V nemico su Feltre. Quattro giorni dopo, ha abbattuto due Albatros D.III, uno sopra San Marino e l'altro sopra Collicella. Le sue successive due vittorie sugli Albatros D.V che ha abbattuto ad est di Feltre il 20 luglio lo hanno reso un asso.
Il 5 agosto 1918, abbatte l'unico aereo da ricognizione della sua carriera, un AEG C.IV. Il giorno seguente, fece cadere due Albatros D.V su Segusino e ne distrusse un terzo. L'ultimo giorno di agosto, ha aggiornato il numero di vittorie abbattendo due Albatros D.V vicino ad Arsiero.
Il 23 settembre 1918, il tenente James fu promosso capitano provvisorio e nel novembre 1918 fu insignito della Distinguished Flying Cross (Regno Unito) con la seguente citazione:
"Un eccellente pilota da caccia che ha sempre dimostrato grande abilità, coraggio e determinazione nell'attaccare gli aerei nemici e che in un breve periodo ha distrutto nove aerei nemici."

## Il dopoguerra
Il 6 maggio 1919, James si arrese alla commissione della Royal Air Force dopo essere stato trasferito nella lista dei non occupati. Andò negli Stati Uniti. Il 28 maggio 1919 James volò con il Sopwith Camel negli Stati Uniti, da Atlantic City, New Jersey a Boston, nel Massachusetts. Stava gareggiando per un premio di 1000 $ offerto da The Boston Globe per il volo più veloce tra le due città. A 115 miglia all'ora nonostante venti contrari, era molto più veloce dell'andatura di 90 mph del concorrente precedente. Dopo essere atterrato in un campo ad otto miglia a nord di Boston, James partì di nuovo alle sei del pomeriggio, presumibilmente per una sosta al Mitchel Field di Long Island in rotta verso Atlantic City, entrambe a sud-ovest di Boston. Ha lasciato gli spettatori impauriti nel guardanre il suo decollo.
L'intento del Capitano James era di seguire i binari della ferrovia da Boston nel suo volo di ritorno. Apparentemente seguì i binari sbagliati della ferrovia, mentre in seguito atterrava a Tyringham (Massachusetts) (vicino a Lee), a circa 100 miglia aeree ad ovest di Boston, per far riparare il suo aereo. Il 29 maggio, secondo quanto riferito, è stato visto alle 11:30 ad un'altitudine di circa 5 000 piedi sopra il Connecticut dopo essere partito da Lee (Massachusetts); apparentemente a quell'avvistamento era diretto a sud-est.
Un rapporto più affidabile racconta una storia un po' diversa. La mattina del 2 giugno 1919, partì da Tyringham verso sud, quindi svoltò ad ovest, lontano da Boston. Ha attirato una folla di spettatori per la sua partenza perché la popolazione locale non era abituata agli aerei. A causa della sua direzione di volo, pensavano che potesse tornare nel campo in cui era partito, ma non riapparve.
Il 5 agosto 1919, un raccoglitore di bacche in un burrone del North East (New York), fuori Millerton (New York), trovò relitti di aereo. Si pensava che fosse James.
Nel 1921 ci fu un rapporto secondo cui il suo velivolo sarebbe potuto scendere in un fiume a Poughkeepsie.
Anni dopo, il 17 dicembre 1925, vicino a Pittsfield (Massachusetts), diverse squadre di ricerca andarono nei boschi cercando di trasferire i relitti aerei scoperti da un cacciatore perduto da Brooklyn diversi giorni prima. Sono stati stimolati da un'offerta di ricompensa di 500 $ messa a disposizione dallo zio di James sei anni prima.
Il 19 maggio 1927, la United States Coast Guard Boat 290 ha trovato un'ala di un aereo galleggiante a Fort Pond Bay, a Montauk di Long Island Sound. Il fratello del capitano James, E. D. James, scrisse una lettera in cui chiedeva una descrizione dell'ala, sperando di identificarla.
Nonostante le ampie ricerche per lui favorite parzialmente dai premi offerti, nessun segno di James è mai stato trovato.